# Sean Harris
Sean Harris, född 25 juni 1966 i Bethnal Green, London, är en brittisk skådespelare.
Harris är bland annat känd för rollen som Ian Curtis i filmen 24 Hour Party People (2002), Michelotto Corella i TV-serien The Borgias (2011) och terroristledaren Solomon Lane i actionfilmerna Mission: Impossible – Rogue Nation (2015) och Mission: Impossible – Fallout (2018). Han spelar även Fifield i Ridley Scotts film Prometheus (2012).
Harris föddes i London men växte upp i Norwich, Norfolk. Han har studerat vid Drama Centre London.

## Filmografi, i urval
- 2002 – 24 Hour Party People
- 2006 – See No Evil: The Moors Murders (TV-serie)
- 2009 – Harry Brown
- 2011 – The Borgias (TV-serie)
- 2012 – Prometheus
- 2014 – '71
- 2014 – Deliver Us From Evil
- 2015 – Macbeth
- 2015 – Mission: Impossible – Rogue Nation
- 2016 – Trespass Against Us
- 2018 – Mission: Impossible – Fallout
- 2019 – The King
- 2021 – Spencer